# Rhaphuma diversevittata
Rhaphuma diversevittata là một loài bọ cánh cứng trong họ Cerambycidae.